# Liste der Baudenkmale in Hannover-Oststadt
Die Liste der Baudenkmale in Hannover-Oststadt enthält die Baudenkmale des hannoverschen Stadtteils Oststadt. Die Einträge in dieser Liste basieren überwiegend auf einer Liste des Instituts für Denkmalpflege (heute Niedersächsisches Landesamtes für Denkmalpflege) aus dem Jahr 1985 und sind entsprechend ihrer Aktualität im Einzelfall zu überprüfen.
| Lage | Bezeichnung             | Beschreibung | ID | Bild           |
| --- | ----------------------- | --- | -- | -------------- |
| Am Holzgraben 1, 1a, 2, 3 52° 23′ 8″ N, 9° 45′ 12″ O |                         | Im Ensemble mit Wedekindstraße 14 und 15. |    |                |
| Wedekindstraße 14 und 15 52° 23′ 9″ N, 9° 45′ 10″ O |                         | Villa Köhler, im Ensemble mit Am Holzgraben 1, 1a, 2, 3. |    |                |
| An der Apostelkirche 1, 2, 3, 4 52° 23′ 6″ N, 9° 44′ 44″ O |                         | Im Ensemble mit Celler Straße 78 (Apostelkirche). |    |                |
| Celler Straße 78 52° 23′ 6″ N, 9° 44′ 43″ O | Apostelkirche           | Im Ensemble mit An der Apostelkirche 1, 2, 3, 4. Erbaut 1880–1884 nach Plänen von Conrad Wilhelm Hase als neugotische Backsteinbasilika. |    |                |
| Auf dem Lärchenberge 4, 5, 6, 18, 18a, 19, 21a 52° 22′ 57″ N, 9° 45′ 19″ O |                         | Im Ensemble mit Bödekerstraße 23 (Kirche), 28, 30, 32, Yorckstraße 1, 2, 3, 4, 5, 6, 7, 8, 9, 10, 11, 12, 13, 15. |    |                |
| Bödekerstraße 23, 28, 30, 32 52° 22′ 55″ N, 9° 45′ 11″ O | Dreifaltigkeitskirche   | Im Ensemble mit Auf dem Lärchenberge 4, 5, 6, 18, 18a, 19, 21a, Yorckstraße 1, 2, 3, 4, 5, 6, 7, 8, 9, 10, 11, 12, 13, 15. Die Kirche wurde von 1880 bis 1883 nach Plänen von Christoph Hehl erbaut. Über dem Haupteingang ist eine von Carl Dopmeyer aus Sandsteinplastik. |    |                |
| Yorckstraße 1, 2, 3, 4, 5, 6, 7, 8, 9, 10, 11, 12, 13, 15 52° 22′ 55″ N, 9° 45′ 19″ O |                         | Im Ensemble mit Auf dem Lärchenberge 4, 5, 6, 18, 18a, 19, 21a, Bödekerstraße 23 (Kirche), 28, 30, 32. |    |                |
| Bödekerstraße 25, 27, 29, 31, 33, 34, 35, 36, 37, 38, 39, 40, 41, 42, 43, 44, 45, 46, 47, 48, 49, 50, 51, 52, 53, 54, 55, 56, 58, 60, 62, 64, 66, 68, 70, 72, 74 52° 23′ 3″ N, 9° 45′ 11″ O |                         | Im Ensemble mit Friesenstraße 30, 31 und Fundstraße 2, 2a, 2b, 3. |    |                |
| Friesenstraße 30 52° 22′ 57″ N, 9° 45′ 11″ O |                         | Im Ensemble mit Bödekerstraße 25, 27, 29, 31, 33, 34, 35, 36, 37, 38, 39, 40, 41, 42, 43, 44, 45, 46, 47, 48, 49, 50, 51, 52, 53, 54, 55, 56, 58, 60, 62, 64, 66, 68, 70, 72, 74 und Fundstraße 2, 2a, 2b, 3.                                                               |    |                |
| Friesenstraße 31 52° 22′ 57″ N, 9° 45′ 11″ O |                         | Im Ensemble mit Bödekerstraße 25, 27, 29, 31, 33, 34, 35, 36, 37, 38, 39, 40, 41, 42, 43, 44, 45, 46, 47, 48, 49, 50, 51, 52, 53, 54, 55, 56, 58, 60, 62, 64, 66, 68, 70, 72, 74 und Fundstraße 2, 2a, 2b, 3.                                                               |    |                |
| Fundstraße 2, 2a, 2b, 3 52° 23′ 0″ N, 9° 45′ 8″ O |                         | Im Ensemble mit Bödekerstraße 25, 27, 29, 31, 33, 34, 35, 36, 37, 38, 39, 40, 41, 42, 43, 44, 45, 46, 47, 48, 49, 50, 51, 52, 53, 54, 55, 56, 58, 60, 62, 64, 66, 68, 70, 72, 74 und Friesenstraße 30, 31.                                                                  |    |                |
| Bütersworthstraße 7, 8, 9, 10, 11, 12, 13, 16, 17, 18, 19, 20, 21, 22, 23, 24 52° 22′ 58″ N, 9° 45′ 8″ O                                                                                    |                         | Im Ensemble. |    |                |
| Kleine Pfahlstraße 1, 22, 23 52° 23′ 5″ N, 9° 45′ 1″ O |                         | Im Ensemble mit Flüggestraße 10, 11, 12, 12a (Hinterhaus), 13, 14, 18, 19, 20, 21, 22, 23, Rambergstraße 15, 16, 17, 18, Seumestraße 6, 6a, 6b, 7, 8, 9, 10, 11, Wedekindplatz 1, 2, Wedekindstraße 4, 5, 6, 7, 8, 9, 10, 11, 12, 13.                                       |    |                |
| Rambergstraße 15, 16, 17, 18 52° 23′ 5″ N, 9° 44′ 54″ O |                         | Im Ensemble mit Flüggestraße 10, 11, 12, 12a (Hinterhaus), 13, 14, 18, 19, 20, 21, 22, 23, Kleine Pfahlstraße 1, 22, 23, Seumestraße 6, 6a, 6b, 7, 8, 9, 10, 11, Wedekindplatz 1, 2, Wedekindstraße 4, 5, 6, 7, 8, 9, 10, 11, 12, 13.                                       |    |                |
| Seumestraße 6, 6a, 6b, 7, 8, 9, 10, 11 52° 23′ 5″ N, 9° 44′ 56″ O |                         | Im Ensemble mit Flüggestraße 10, 11, 12, 12a (Hinterhaus), 13, 14, 18, 19, 20, 21, 22, 23, Kleine Pfahlstraße 1, 22, 23, Rambergstraße 15, 16, 17, 18, Wedekindplatz 1, 2, Wedekindstraße 4, 5, 6, 7, 8, 9, 10, 11, 12, 13.                                                 |    |                |
| Wedekindplatz 1, 2 52° 23′ 8″ N, 9° 45′ 0″ O |                         | Im Ensemble mit Flüggestraße 10, 11, 12, 12a (Hinterhaus), 13, 14, 18, 19, 20, 21, 22, 23, Kleine Pfahlstraße 1, 22, 23, Rambergstraße 15, 16, 17, 18, Seumestraße 6, 6a, 6b, 7, 8, 9, 10, 11, Wedekindstraße 4, 5, 6, 7, 8, 9, 10, 11, 12, 13.                             |    |                |
| Wedekindstraße 4, 5, 6, 7, 8, 9, 10, 11, 12, 13 52° 23′ 8″ N, 9° 45′ 3″ O |                         | Im Ensemble mit Flüggestraße 10, 11, 12, 12a (Hinterhaus), 13, 14, 18, 19, 20, 21, 22, 23, Kleine Pfahlstraße 1, 22, 23, Rambergstraße 15, 16, 17, 18, Seumestraße 6, 6a, 6b, 7, 8, 9, 10, 11, Wedekindplatz 1, 2.                                                          |    |                |
| Fridastraße 1, 1a, 2, 3, 23, 24, 25 52° 22′ 58″ N, 9° 44′ 41″ O |                         | Im Ensemble mit Friesenstraße 15, 16, Große Pfahlstraße 2, 2a, 3, 22, 23, 24, 25, 26, Lister Meile 26, 29, 31, 33, 35, Weißekreuzplatz, Weißekreuzstraße 24, 27, 28, 29, 30, 31.                                                                                            |    |                |
| Friesenstraße 15, 16 52° 22′ 51″ N, 9° 44′ 46″ O |                         | Im Ensemble mit Fridastraße 1, 1a, 2, 3, 23, 24, 25, Große Pfahlstraße 2, 2a, 3, 22, 23, 24, 25, 26, Lister Meile 26, 29, 31, 33, 35, Weißekreuzplatz, Weißekreuzstraße 24, 27, 28, 29, 30, 31.                                                                             |    |                |
| Große Pfahlstraße 2, 2a, 3, 22, 23, 24, 25, 26 52° 22′ 57″ N, 9° 44′ 46″ O |                         | Im Ensemble mit Fridastraße 1, 1a, 2, 3, 23, 24, 25, Friesenstraße 15, 16, Lister Meile 26, 29, 31, 33, 35, Weißekreuzplatz, Weißekreuzstraße 24, 27, 28, 29, 30, 31. |    |                |
| Lister Meile 26, 29, 31, 33, 35 52° 22′ 58″ N, 9° 44′ 43″ O |                         | Im Ensemble mit Fridastraße 1, 1a, 2, 3, 23, 24, 25, Friesenstraße 15, 16, Große Pfahlstraße 2, 2a, 3, 22, 23, 24, 25, 26, Weißekreuzplatz, Weißekreuzstraße 24, 27, 28, 29, 30, 31.                                                                                        |    |                |
| Weißekreuzplatz 52° 22′ 53″ N, 9° 44′ 43″ O | Weißekreuzplatz         | Im Ensemble mit Fridastraße 1, 1a, 2, 3, 23, 24, 25, Friesenstraße 15, 16, Große Pfahlstraße 2, 2a, 3, 22, 23, 24, 25, 26, Lister Meile 26, 29, 31, 33, 35, Weißekreuzstraße 24, 27, 28, 29, 30, 31.                                                                        |    |                |
| Weißekreuzstraße 24, 27, 28, 29, 30, 31 52° 22′ 54″ N, 9° 44′ 45″ O |                         | Im Ensemble mit Fridastraße 1, 1a, 2, 3, 23, 24, 25, Friesenstraße 15, 16, Große Pfahlstraße 2, 2a, 3, 22, 23, 24, 25, 26, Lister Meile 26, 29, 31, 33, 35, Weißekreuzplatz.                                                                                                |    |                |
| Gretchenstraße 20, 21, 22, 23, 24, 25, 27, 28, 29, 30, 31, 32, 33, 34, 35, 36, 37 52° 23′ 2″ N, 9° 45′ 9″ O                                                                                 |                         | Im Ensemble. |    |                |
| Heinrichstraße 22, 24, 26, 28, 30 52° 22′ 44″ N, 9° 45′ 9″ O |                         | Im Ensemble. |    |                |
| Lärchenstraße 3, 5, 7, 9, 11, 13, 15, 17, 19 52° 22′ 53″ N, 9° 45′ 18″ O |                         | Im Ensemble. |    | Weitere Bilder |
| Ostwender Straße 5, 6, 7, 7a, 8, 8a, 8b 52° 22′ 59″ N, 9° 45′ 14″ O |                         | Im Ensemble. |    | Weitere Bilder |
| Rumannstraße 15, 17, 19 52° 22′ 49″ N, 9° 45′ 4″ O |                         | Im Ensemble. |    | Weitere Bilder |
| Schiffgraben 40/42 52° 22′ 33″ N, 9° 45′ 9″ O | Doppelwohnhaus          | Im Ensemble mit Schiffgraben 44, 46, 48. |    |                |
| Schiffgraben 44 52° 22′ 34″ N, 9° 45′ 10″ O | Wohn- und Geschäftshaus | Im Ensemble mit Schiffgraben 40, 42, 46, 48. |    |                |
| Schiffgraben 46 52° 22′ 34″ N, 9° 45′ 10″ O | Wohnhaus                | Im Ensemble mit Schiffgraben 40, 42, 44, 48. |    |                |
| Schiffgraben 48 52° 22′ 35″ N, 9° 45′ 11″ O | Wohn- und Geschäftshaus | Im Ensemble mit Schiffgraben 40, 42, 44, 46. |    |                |
| Auf dem Lärchenberge 14b/14c 52° 23′ 3″ N, 9° 45′ 15″ O | Wohnhaus                | [ 1 ] |    |                |
| Bödekerstraße 1 52° 22′ 44″ N, 9° 45′ 14″ O | Wohnhaus                | [ 1 ] |    |                |
| Bödekerstraße 7 52° 22′ 48″ N, 9° 45′ 13″ O | Villa                   | [ 1 ] |    |                |
| Eichstraße 3, 5 52° 22′ 41″ N, 9° 45′ 6″ O | Doppelwohnhaus          | [ 1 ] |    |                |
| Eichstraße 4 und 6 52° 22′ 41″ N, 9° 45′ 7″ O | Klosterkammer Hannover  | Siehe auch Uhlemeyerstraße 17. |    |                |
| Eichstraße 44 52° 22′ 53″ N, 9° 45′ 0″ O | Wohnhaus                | [ 1 ] |    |                |
| Eichstraße 46 52° 22′ 54″ N, 9° 45′ 0″ O | Wohnhaus                | [ 1 ] |    |                |
| Eichstraße 47 52° 22′ 53″ N, 9° 44′ 58″ O | Wohnhaus                | [ 1 ] |    |                |
| Neues Haus 3 52° 22′ 37″ N, 9° 45′ 10″ O | Villa Weiße Distel      | Nach 1896 von Karl Börgemann für den Senator Gustav Meyer errichtetes Wohnhaus |    |                |
| Emmichplatz 4 52° 22′ 36″ N, 9° 45′ 10″ O | Villa                   | Erbaut zwischen 1872 und 1877 nach Plänen von Heinrich Köhler. |    |                |
| Heinrichstraße 16 52° 22′ 42″ N, 9° 45′ 4″ O | Wohnhaus                | [ 1 ] |    |                |
| Heinrichstraße 17 52° 22′ 43″ N, 9° 45′ 5″ O | Wohnhaus                | [ 1 ] |    |                |
| Hohenzollernstraße 3 52° 22′ 41″ N, 9° 45′ 10″ O | Wohnhaus                | [ 1 ] |    |                |
| Hohenzollernstraße 4 52° 22′ 41″ N, 9° 45′ 11″ O | Villa                   | [ 1 ] |    |                |
| Hohenzollernstraße 6/7 52° 22′ 44″ N, 9° 45′ 13″ O | Doppelhaus              | [ 1 ] |    |                |
| Hohenzollernstraße 11 52° 22′ 47″ N, 9° 45′ 16″ O | Wohnhaus                | [ 1 ] |    |                |
| Hohenzollernstraße 12 52° 22′ 48″ N, 9° 45′ 17″ O | Wohnhaus                | [ 1 ] |    |                |
| Hohenzollernstraße 17 52° 22′ 52″ N, 9° 45′ 19″ O | Villa                   | [ 1 ] |    |                |
| Hohenzollernstraße 18 52° 22′ 52″ N, 9° 45′ 21″ O | Wohnhaus                | [ 1 ] |    |                |
| Hohenzollernstraße 19, 19a 52° 22′ 52″ N, 9° 45′ 21″ O | Doppelwohnhaus          | [ 1 ] |    |                |
| Hohenzollernstraße 20 52° 22′ 53″ N, 9° 45′ 21″ O | Villa                   | [ 1 ] |    |                |
| Hohenzollernstraße 21 52° 22′ 53″ N, 9° 45′ 22″ O | Wohnhaus                | [ 1 ] |    |                |
| Hohenzollernstraße 22 52° 22′ 54″ N, 9° 45′ 22″ O | Wohnhaus                | [ 1 ] |    |                |
| Hohenzollernstraße 23 52° 22′ 54″ N, 9° 45′ 22″ O | Wohnhaus                | [ 1 ] |    |                |
| Hohenzollernstraße 24 52° 22′ 54″ N, 9° 45′ 23″ O | Wohnhaus                | [ 1 ] |    |                |
| Hohenzollernstraße 25 52° 22′ 56″ N, 9° 45′ 24″ O | Wohnhaus                | [ 1 ] |    |                |
| Hohenzollernstraße 28 52° 22′ 58″ N, 9° 45′ 23″ O | Wohnhaus                | [ 1 ] |    |                |
| Hohenzollernstraße 30 52° 23′ 0″ N, 9° 45′ 22″ O | Wohnhaus                | [ 1 ] |    |                |
| Hohenzollernstraße 34 52° 23′ 2″ N, 9° 45′ 20″ O | Wohnhaus                | [ 1 ] |    |                |
| Hohenzollernstraße 36 52° 23′ 3″ N, 9° 45′ 19″ O | Villa                   | [ 1 ] |    |                |
| Hohenzollernstraße 39 52° 23′ 4″ N, 9° 45′ 17″ O | Villa Seligmann         | Villa für Siegmund Seligmann, erbaut 1903–1906 nach Plänen von Hermann Schaedtler, seit 2008 Sitz des Europäischen Zentrums für jüdische Musik. |    |                |
| Hohenzollernstraße 40 52° 23′ 6″ N, 9° 45′ 17″ O | Villa Waldersee         | Altersruhesitz von Alfred von Waldersee |    |                |
| Hohenzollernstraße 43 52° 23′ 8″ N, 9° 45′ 15″ O | Villa                   | [ 1 ] |    |                |
| Hohenzollernstraße 44 52° 23′ 9″ N, 9° 45′ 14″ O | Villa                   | [ 1 ] |    |                |
| Hohenzollernstraße 45/46 52° 23′ 9″ N, 9° 45′ 14″ O | Villa                   | [ 1 ] |    |                |
| Kirchwender Straße 7 52° 22′ 32″ N, 9° 45′ 10″ O | Wohnhaus                | [ 1 ] |    |                |
| Lärchenstraße 4 52° 22′ 50″ N, 9° 45′ 16″ O | Fachwerkhaus            | [ 1 ] |    |                |
| Lärchenstraße 14 52° 22′ 53″ N, 9° 45′ 20″ O | Wohnhaus                | [ 1 ] |    |                |
| Lärchenstraße 18 52° 22′ 54″ N, 9° 45′ 21″ O | Wohnhaus                | [ 1 ] |    |                |
| Lärchenstraße 26 52° 22′ 55″ N, 9° 45′ 22″ O | Wohnhaus                | [ 1 ] |    |                |
| Lärchenstraße 28 52° 22′ 55″ N, 9° 45′ 23″ O | Wohnhaus                | [ 1 ] |    |                |
| Lister Meile 23 52° 22′ 54″ N, 9° 44′ 41″ O | Wohnhaus                | [ 1 ] |    |                |
| Ostwender Straße 2/2a 52° 23′ 0″ N, 9° 45′ 21″ O | Gartenhaus              | [ 1 ] |    |                |
| Ostwender Straße 3 52° 22′ 59″ N, 9° 45′ 19″ O | Wohnhaus                | [ 1 ] |    |                |
| Schiffgraben 53 52° 22′ 34″ N, 9° 45′ 6″ O | Villa                   | Erbaut zwischen 1872 und 1877 nach Plänen von Heinrich Köhler. |    |                |
| Schiffgraben 57 52° 22′ 35″ N, 9° 45′ 8″ O | Villa                   | Erbaut zwischen 1872 und 1877 nach Plänen von Heinrich Köhler. |    |                |
| Uhlemeyerstraße 13 52° 22′ 41″ N, 9° 45′ 5″ O | Wohnhaus                | [ 1 ] |    |                |
| Uhlemeyerstraße 15 52° 22′ 41″ N, 9° 45′ 6″ O | Wohnhaus                | [ 1 ] |    |                |
| Uhlemeyerstraße 17 52° 22′ 41″ N, 9° 45′ 7″ O | Klosterkammer Hannover  | Siehe auch Eichstraße 4 und 6. |    |                |
| Uhlemeyerstraße 18 52° 22′ 41″ N, 9° 45′ 9″ O | Wohnhaus                | [ 1 ] |    |                |
| Uhlemeyerstraße 21 52° 22′ 42″ N, 9° 45′ 10″ O | Wohnhaus                | [ 1 ] |    |                |